# Mikey Anderson
Michael Anderson (Fridley, Minnesota, 25 de mayo de 1999) más conocido como Mikey Anderson, es un jugador profesional estadounidense de hockey sobre hielo que se desempeña en la posición de defensor izquierdo en Los Angeles Kings, equipo de la National Hockey League (NHL).

## Carrera
Fue seleccionado en la cuarta ronda en la NHL Entry Draft de 2017. En 2019 hizo su debut profesional con el equipo Los Angeles Kings, donde lleva jugando cinco temporadas.